# Рамирес, Брайан (футболист)
Брайан Фабрисио Рамирес Эукеда (исп. Brayan Fabricio Ramírez Euceda; родился 16 июня 1994 года в Тегусигальпе, Гондурас) — гондурасский футболист, защитник клуба «Хутикальпа». Участник Олимпийских игр 2016 в Рио-де-Жанейро.

## Клубная карьера
Рамирес начал карьеру в клубе «Хутикальпа». 30 сентября 2015 года в матче против «Мотагуа» он дебютировал в чемпионате Гондураса. 1 мая 2016 года в матче против «Виктории» Брайан забил свой первый гол за команду.

## Международная карьера
В 2016 году в составе олимпийской сборной Гондураса Марсело принял участие в Олимпийских играх в Рио-де-Жанейро. На турнире он сыграл в матчах против команд Португалии и Аргентины.